# El Guiso
El Guiso fue un programa venezolano de cocina, entrevistas y humor presentado por Rodolfo Gómez Leal el cual se transmitía de lunes a viernes a las 12:00 pm por el canal La Tele desde 2010 hasta 2014. El programa era completamente en vivo, con algunas reposiciones y siempre había distintos invitados especiales que eran entrevistados por Gómez Leal.

## Historia

### Inicio
El lunes 12 de abril de 2010 se estrena el programa como una de las novedades del canal para ese mismo año. El 26 de septiembre de 2011 fue estrenada la segunda temporada de El Guiso, conformada con nuevos personajes y secciones, entre ellas El Guiso Saludable (una serie de micros que, respaldados con entrevistas a médicos y otros especialistas de la salud, ofrecían importantes consejos, entre otras cosas). En esta nueva temporada el programa también incorporó público y, además, renovó su escenografía.

### Salida del aire
El último programa de El Guiso se transmitió el viernes 29 de noviembre de 2014 y su salida se debió a que, luego que en mayo de ese año una junta interventora tomó el control del canal por diversas deudas y demandas en contra de su presidente, Fernando Fráiz Trapote, se decretó la liquidación del mismo.
A partir de esa fecha y hasta el final de las transmisiones de La Tele sólo se emitieron reposiciones del programa ya que, para 2015, la sede de ese canal pasó a ser el nuevo hogar del canal Estatal TVes, siendo el último programa original de La Tele en ser emitido.

## Chefs del programa
En cada programa se preparaban distintos platos de comida que siempre se terminaban de hacer al final del mismo. Los chefs que conformaban el programa eran:
- Gonzalo Yanes
- Katy Pernia
- Esther Amaya
- Goro Arias
- Juan José Vargas Cordero
- Gabriel Camacho
- Jesús Mariño

## Personajes
Además de su labor como conductor Rodolfo Gómez Leal interpretaba a dos personajes muy pintorescos en cada programa que interactuaban con los invitados, quienes eran:
- Gualdisnei de Jesús
- Rayito

En la segunda temporada se estrenaron los personajes de:
- ÑaÑita
- Rei